# Bilă de bowling

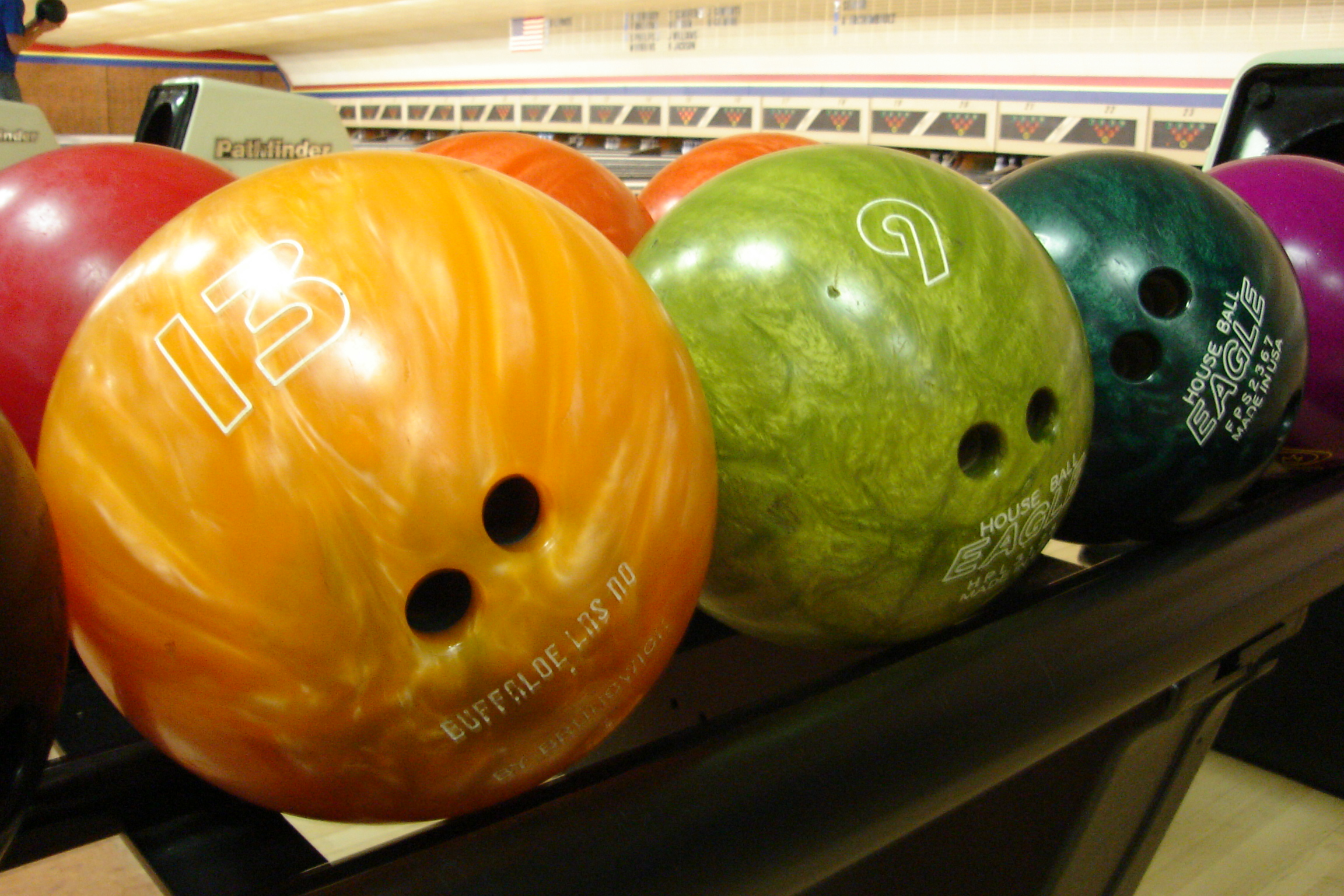
Bile de bowling

Bila de bowling se folosește la jocul de bowling sau de popice.
Există mai multe tipuri de bile de bowling, unele au găuri pentru degete, altele au mâner, iar altele nu au nici găuri pentru degete, nici mâner. Bilele sunt fabricate din poliuretan, plastic și diferite rășină, iar mai demult acestea erau făcute din lemn.
Greutate în jur de 7.25 kg (16 livre)
Diametru în jur de 21,8 cm (8.59 inci)